# Landtagswahlkreis Vorpommern-Rügen II – Stralsund III
Der Landtagswahlkreis Vorpommern-Rügen II – Stralsund III (bis 2015: Nordvorpommern II) ist ein Landtagswahlkreis in Mecklenburg-Vorpommern. Er umfasst vom Landkreis Vorpommern-Rügen die Stadt Grimmen, aus der Hansestadt Stralsund das Stadtgebiet Süd, die Gemeinde Süderholz sowie die Ämter Franzburg-Richtenberg und Miltzow. Nach Zahl der Wahlberechtigten ist der Wahlkreis Nordvorpommern II der kleinste Landtagswahlkreis des Bundeslandes.
Der Wahlkreis ist eine Hochburg der CDU, die seit der Wende stets das Direktmandat gewinnen konnte.

## Wahl 2021
Bei der Landtagswahl in Mecklenburg-Vorpommern 2021 gab es in diesem Wahlkreis folgendes Ergebnis: Der zum Zeitpunkt der Wahl noch amtierende stellvertretende Ministerpräsident von Mecklenburg-Vorpommern, CDU-Kandidat Harry Glawe, konnte bei der Landtagswahl das einzige Direktmandat für seine Partei erringen. Bei den Zweitstimmen wurde die CDU im Wahlkreis jedoch nur drittstärkste Partei.
| Partei               | Direktkandidat   | Erststimmen      | Zweitstimmen     |
| -------------------- | ---------------- | ---------------- | ---------------- |
| SPD                  | Mario Bauch      | 22,7 %           | 33,7 %           |
| AfD                  | Siegfried Klein  | 22,7 %           | 21,5 %           |
| CDU                  | Harry Glawe      | 33,1 %           | 20,4 %           |
| Die LINKE            | Armin Latendorf  | 9,5 %            | 8,1 %            |
| GRÜNE                | Simon Nagy       | 4,1 %            | 3,8 %            |
| FDP                  | Conrad Waydelin  | 5,5 %            | 5,1 %            |
| NPD                  | –                | -                | 0,7 %            |
| Tierschutzpartei     | –                | –                | 1,9 %            |
| Freier Horizont      | –                | –                | 0,3 %            |
| Die PARTEI           | –                | –                | 0,6 %            |
| FREIE WÄHLER         | Michael Weber    | 2,4 %            | 1,0 %            |
| PIRATEN              | –                | –                | 0,3 %            |
| LKR                  | –                | –                | 0,0 %            |
| DKP                  | –                | –                | 0,1 %            |
| Bündnis C            | –                | –                | 0,0 %            |
| TIERSCHUTZ hier!     | –                | –                | 0,5 %            |
| dieBasis             | –                | –                | 1,2 %            |
| DiB                  | –                | –                | 0,0 %            |
| FPA                  | –                | –                | 0,0 %            |
| ÖDP                  | –                | –                | 0,0 %            |
| Die Humanisten       | –                | –                | 0,1 %            |
| Gesundheitsforschung | –                | –                | 0,2 %            |
| Team Todenhöfer      | –                | –                | 0,2 %            |
| UNABHÄNGIGE          | –                | –                | 0,2 %            |
| Wahlberechtigte      | 27.511 Einwohner | 27.511 Einwohner | 27.511 Einwohner |
| Wahlbeteiligung      | 67,9 %           | 67,9 %           | 67,9 %           |

## Wahl 2016
Bei der Landtagswahl in Mecklenburg-Vorpommern 2016 ergäbe sich folgende Ergebnisse
| Partei           | Direktkandidaten | Erststimmen      | Zweitstimmen     |
| ---------------- | ---------------- | ---------------- | ---------------- |
| SPD              | Inge Höcker      | 16,8 %           | 23,6 %           |
| CDU              | Harry Glawe      | 42,8 %           | 27,7 %           |
| DIE LINKE        | Armin Latendorf  | 14,1 %           | 11,4 %           |
| GRÜNE            | Rolf Martens     | 4,9 %            | 3,7 %            |
| NPD              | –                | –                | 2,8 %            |
| FDP              | –                | –                | 2,5 %            |
| PIRATEN          | –                | –                | 0,4 %            |
| FAMILIE          | –                | –                | 0,9 %            |
| FREIE WÄHLER     | –                | –                | 0,3 %            |
| Die PARTEI       | –                | –                | 0,5 %            |
| Die Achtsamen    | –                | –                | 0,2 %            |
| ALFA             | –                | –                | 0,7 %            |
| AfD              | Frank Schenk     | 21,5 %           | 23,1 %           |
| Bündnis C        | –                | –                | 0,0 %            |
| DKP              | –                | –                | 0,2 %            |
| Freier Horizont  | –                | –                | 1,2 %            |
| Tierschutzpartei | –                | –                | 1,0 %            |
| Wahlberechtigte  | 27.507 Einwohner | 27.507 Einwohner | 27.507 Einwohner |
| Wahlbeteiligung  | 58,4 %           | 58,4 %           | 58,4 %           |

## Wahl 2011
Bei der Landtagswahl in Mecklenburg-Vorpommern 2011 gab es folgende Ergebnisse:
| Partei          | Direktkandidat  | Erststimmen     | Zweitstimmen    |
| --------------- | --------------- | --------------- | --------------- |
| CDU             | Harry Glawe     | 49,9 %          | 36,7 %          |
| SPD             | Iris Hoffmann   | 17,7 %          | 27,0 %          |
| DIE LINKE       | Wolfgang Weiß   | 20,1 %          | 18,8 %          |
| NPD             | Fanny Arendt    | 5,9 %           | 6,2 %           |
| GRÜNE           | Uwe Driest      | 4,9 %           | 5,3 %           |
| FDP             | Peter Hermstedt | 1,4 %           | 2,0 %           |
| FAMILIE         |                 |                 | 1,6 %           |
| PIRATEN         |                 |                 | 1,0 %           |
| FREIE WÄHLER    |                 |                 | 0,6 %           |
| Die PARTEI      |                 |                 | 0,3 %           |
| AB              |                 |                 | 0,1 %           |
| REP             |                 |                 | 0,1 %           |
| APD             |                 |                 | 0,1 %           |
| AUF             |                 |                 | 0,1 %           |
| PBC             |                 |                 | 0,1 %           |
| ödp             |                 |                 | 0,1 %           |
| Wahlberechtigte | 25320 Einwohner | 25320 Einwohner | 25320 Einwohner |
| Wahlbeteiligung | 49,8 %          | 49,8 %          | 49,8 %          |

## Wahl 2006
Bei der Landtagswahl in Mecklenburg-Vorpommern 2006 gab es folgende Ergebnisse:
| Partei          | Direktkandidat  | Erststimmen     | Zweitstimmen    |
| --------------- | --------------- | --------------- | --------------- |
| CDU             | Harry Glawe     | 39,3 %          | 36,1 %          |
| SPD             | Lilly Kühnel    | 20,0 %          | 23,9 %          |
| PDS             | Ina Latendorf   | 20,5 %          | 17,5 %          |
| FDP             | Peter Hennstedt | 6,4 %           | 8,0 %           |
| NPD             | Nico Blödorn    | 7,1 %           | 7,5 %           |
| AGFG            | Manfred Krohn   | 4,7 %           | 2,3 %           |
| GRÜNE           | Katja Danter    | 2,0 %           | 1,9 %           |
| FAMILIE         |                 |                 | 1,0 %           |
| WASG            |                 |                 | 0,4 %           |
| GRAUE           |                 |                 | 0,3 %           |
| Deutschland     |                 |                 | 0,3 %           |
| PBC             |                 |                 | 0,2 %           |
| Bündnis für M-V |                 |                 | 0,2 %           |
| APD             |                 |                 | 0,1 %           |
| AB              |                 |                 | 0,1 %           |
| Offensive D     |                 |                 | 0,1 %           |
| Wahlberechtigte | 27004 Einwohner | 27004 Einwohner | 27004 Einwohner |
| Wahlbeteiligung | 54,6 %          | 54,6 %          | 54,6 %          |

## Wahl 2002
Bei der Landtagswahl in Mecklenburg-Vorpommern 2002 gab es folgende Ergebnisse:
| Partei          | Direktkandidat           | Erststimmen     | Zweitstimmen    |
| --------------- | ------------------------ | --------------- | --------------- |
| CDU             | Harry Glawe              | 45,1 %          | 40,1 %          |
| SPD             | Lilly Kühnel             | 29,4 %          | 34,1 %          |
| PDS             | Ina Latendorf            | 19,7 %          | 15,7 %          |
| FDP             | Werner Schork            | 3,8 %           | 3,9 %           |
| Schill          | Bernd-Rüdiger Konopatzky | 2,0 %           | 1,8 %           |
| GRÜNE           |                          |                 | 1,5 %           |
| NPD             |                          |                 | 0,6 %           |
| SPASSPARTEI     |                          |                 | 0,6 %           |
| Bürgerpartei MV |                          |                 | 0,5 %           |
| REP             |                          |                 | 0,3 %           |
| PBC             |                          |                 | 0,2 %           |
| V.P.M.V.        |                          |                 | 0,2 %           |
| GRAUE           |                          |                 | 0,2 %           |
| SLP             |                          |                 | 0,0 %           |
| Wahlberechtigte | 33134 Einwohner          | 33134 Einwohner | 33134 Einwohner |
| Wahlbeteiligung | 66,3 %                   | 66,3 %          | 66,3 %          |

## Wahl 1998
Bei der Landtagswahl in Mecklenburg-Vorpommern 1998 gab es folgende Ergebnisse:
| Partei          | Direktkandidat  | Erststimmen     | Zweitstimmen    |
| --------------- | --------------- | --------------- | --------------- |
| CDU             | Harry Glawe     | 41,6 %          | 37,3 %          |
| SPD             |                 | 31,6 %          | 30,1 %          |
| PDS             |                 | 22,3 %          | 21,7 %          |
| DVU             |                 |                 | 3,3 %           |
| GRÜNE           |                 | 1,8 %           | 1,7 %           |
| Pro DM          |                 |                 | 1,7 %           |
| NPD             |                 |                 | 1,4 %           |
| FDP             |                 | 1,5 %           | 1,1 %           |
| REP             |                 |                 | 0,6 %           |
| AB 2000         |                 | 1,2 %           | 0,5 %           |
| PBC             |                 |                 | 0,2 %           |
| GRAUE           |                 |                 | 0,2 %           |
| BfB             |                 |                 | 0,1 %           |
| Wahlberechtigte | 33484 Einwohner | 33484 Einwohner | 33484 Einwohner |
| Wahlbeteiligung | 77,0 %          | 77,0 %          | 77,0 %          |

## Wahl 1994
Bei der Landtagswahl in Mecklenburg-Vorpommern 1994 gab es folgende Ergebnisse:
| Partei          | Direktkandidat  | Erststimmen     | Zweitstimmen    |
| --------------- | --------------- | --------------- | --------------- |
| CDU             | Harry Glawe     | 51,9 %          | 49,0 %          |
| SPD             |                 | 24,2 %          | 23,8 %          |
| PDS             |                 | 21,6 %          | 19,6 %          |
| FDP             |                 | 2,3 %           | 2,6 %           |
| GRÜNE           |                 |                 | 2,5 %           |
| REP             |                 |                 | 1,0 %           |
| PASS            |                 |                 | 0,5 %           |
| GRAUE           |                 |                 | 0,4 %           |
| NATURGESETZ     |                 |                 | 0,2 %           |
| NdB             |                 |                 | 0,2 %           |
| BUMV            |                 |                 | 0,1 %           |
| PBC             |                 |                 | 0,1 %           |
| NPD             |                 |                 | 0,1 %           |
| Wahlberechtigte | 32791 Einwohner | 32791 Einwohner | 32791 Einwohner |
| Wahlbeteiligung | 69,4 %          | 69,4 %          | 69,4 %          |

## Wahl 1990
Die Aufteilung der Wahlkreise 1990 ist mit der späteren im Allgemeinen nicht deckungsgleich. Der Landtagswahlkreis Nordvorpommern II ist am ehesten mit dem Landtagswahlkreis 20 (Grimmen – Stralsund II) zu vergleichen. Als Direktkandidat wurde Dieter Quaas (CDU) gewählt.